# Yvette Monreal
Yvette Adelina Monreal (* 9. Juli 1992 in Los Angeles) ist eine US-amerikanische Schauspielerin.

## Leben
Yvette Monreal war ab 2013 in ersten Episodenrollen in den Serien Harpies, Chutes & Ladders und Awkward – Mein sogenanntes Leben zu sehen. 2014 hatte sie an der Seite von Alfred Molina als Andrés Galan eine wiederkehrende Rolle als Senna Galan in der Fernsehserie Matador des El Rey Networks. Weitere Serienrollen hatte sie 2014/15 in der zweiten Staffel von Faking It als Reagan und ab 2015 und der dritten Staffel von The Fosters als Adriana Gutierrez. In der deutschsprachigen Fassung lieh ihr in beiden Serien Shanti Chakraborty die Stimme.
2019 verkörperte sie im Action-Thriller Rambo: Last Blood mit Sylvester Stallone die Rolle der Gabrielle. Für ihre Darstellung wurde sie im Rahmen der National Film & TV Awards 2019 als beste Nebendarstellerin ausgezeichnet. In der 2020 auf der Streaming-Plattform DC Universe veröffentlichten Serie Stargirl übernahm sie an der Seite von Brec Bassinger die Rolle der Yolanda Montez / Wildcat.
In den deutschsprachigen Fassungen wurde sie unter anderem von Jodie Blank in Rambo: Last Blood, von Daniela Molina in  Stargirl, von Anja Rybiczka in Lowriders sowie von Shanti Chakraborty in Faking It und The Fosters synchronisiert.

## Filmografie (Auswahl)
- 2013: Harpies (Fernsehserie, zwei Episoden)
- 2013–2014: Chutes & Ladders (Fernsehserie, neun Episoden)
- 2014: Awkward – Mein sogenanntes Leben (Awkward, Fernsehserie, Episode Listen to This)
- 2014: Casey (Kurzfilm)
- 2014: Runaway (Fernsehfilm)
- 2014: Matador (Fernsehserie, acht Episoden)
- 2014–2015: Faking It (Fernsehserie, zehn Episoden)
- 2016: Lowriders
- 2015–2017: The Fosters (Fernsehserie, vier Episoden)
- 2018: Navy CIS (Fernsehserie, Episode Braune Augen/Family Ties)
- 2018: Once Upon a Superhero
- 2018: Monsoon
- 2019: Rambo: Last Blood
- 2020–2022: Stargirl (Fernsehserie, 35 Episoden)

## Auszeichnungen und Nominierungen
National Film & TV Awards 2019
- Auszeichnung in der Kategorie Best Supporting Actress für Rambo: Last Blood[5]